# Natalia Dumitresco
Natalia Dumitresco oder Natalia Dumitrescu (* 20. Dezember 1915 in Bukarest; † 3. Juli 1997 in Chars) war eine rumänisch-französische abstrakte Malerin, die der Nouvelle École de Paris und der Lyrischen Abstraktion zugerechnet wird.

## Leben
Dumitresco studierte an der Kunstakademie in Bukarest bei Francisc Șirato, schloss ihr Studium 1939 mit Diplom ab und heiratete im gleichen Jahr den rumänischen Künstler Alexandre Istrati, der ihr erste Impulse für die Auseinandersetzung mit abstrakter Malerei gab. Das Ehepaar zog 1947 nach Paris um. Über Georges Théodorescu, einen rumänischen Stipendiaten für Bildhauerei, lernte das Ehepaar den Bildhauer Constantin Brâncuși am 19. Oktober 1947 kennen und bezogen ein Atelier neben seinem in der Impasse Ronsin. Sie blieben bis zu dessen Tod 1957 eng verbunden. Er setzte die beiden Künstler als seine Universalerben ein. Sie erbauten 1958 auf einem ihnen hinterlassenen Grundstück ein eigenes Atelier. Im Jahr 1965 erhielten Dumitresco und Istrati die französische Staatsbürgerschaft. 1977 realisierten sie in Kooperation mit dem Centre Pompidou eine Rekonstruktion des Brâncuși-Ateliers und veröffentlichten 1986 zusammen mit Pontus Hultén eine Monografie über das Werk Brâncușis. Im Jahr 1969 konnte der frühere Direktor Heinz Fuchs, der mit den Künstlern befreundet war, die Skulptur Der große Fisch (1930) in einer besonderen Aktion für die Kunsthalle Mannheim erwerben. Zu Beginn der 1960er Jahre lernte Dumitresco durch ihren Pariser Galeristen Daniel Gervis und Heinz Fuchs Margarete Lauter kennen. Die Begegnung führte zu mehreren Präsentationen ihrer Werke in der Mannheimer Galerie von Lauter. Seit dieser Zeit waren Istrati und Dumitresco mit der Familie Lauter eng befreundet.

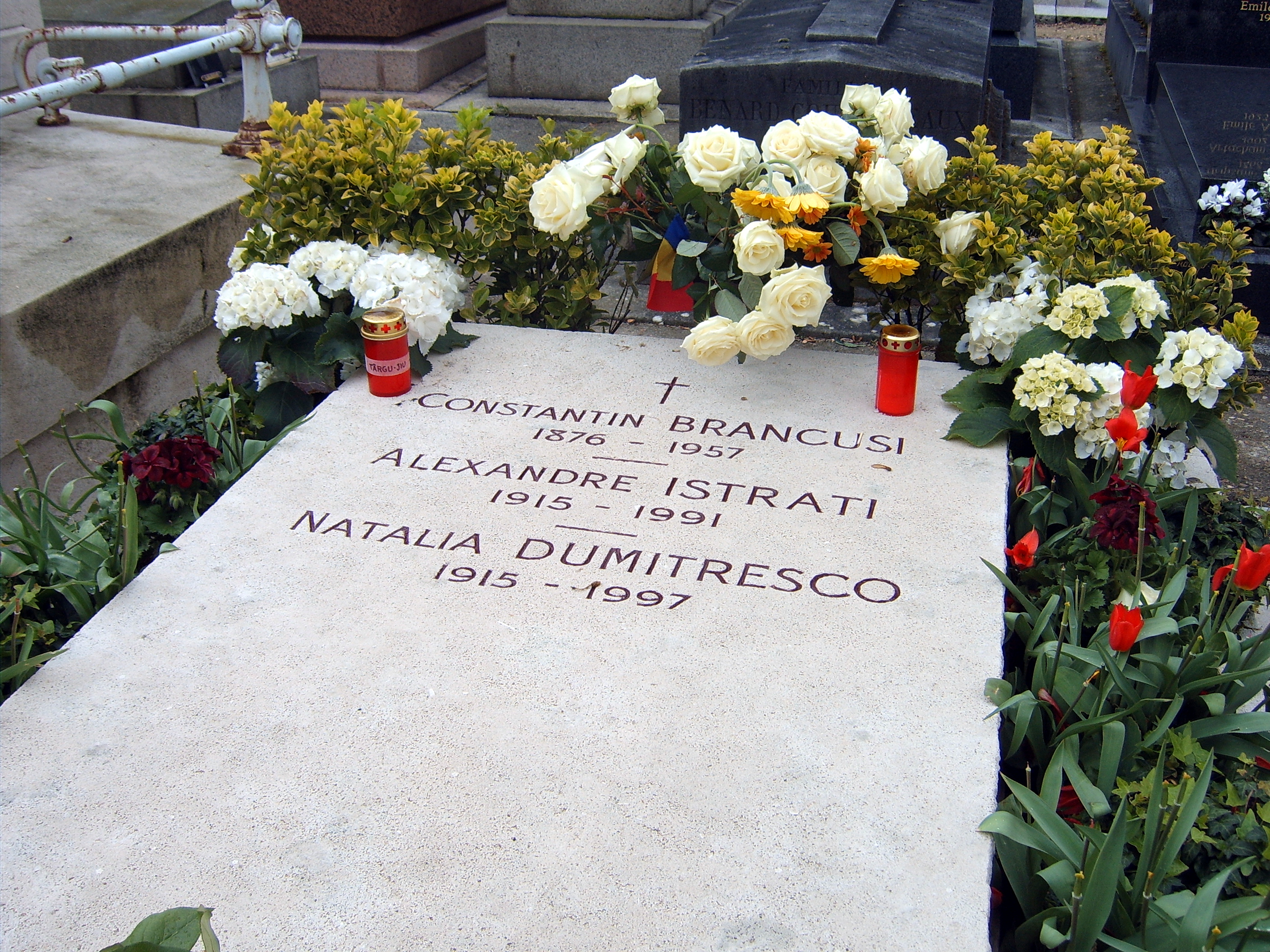
Grabstätte auf dem Friedhof Montparnasse

Ihre letzte Ruhestätte haben Istrati und Dumitresco, wie auch Constantin Brâncuși, auf dem Friedhof Montparnasse gefunden. Ein gemeinsamer Grabstein trägt ihre drei Namen.

## Werk
Nach dem Zweiten Weltkrieg war Dumitresco mit der künstlerischen Bewegung der Nouvelle École de Paris verbunden. Zu ihr gehörten Künstler wie Jean René Bazaine, Jean Dubuffet, Hans Hartung, Alexandre Istrati, Alfred Manessier, Georges Mathieu, Serge Poliakoff, Pierre Soulages, Nicolas de Staël, Maria Helena Vieira da Silva, Raoul Ubac, Bram van Velde und Wols. Die Malerei von Dumitresco ist geprägt von einer kompositorischen Verbindung grafischer und malerisch-informeller Elemente. Lineare Strukturen, die sich an variablen geometrischen Organismen orientieren, bilden stets das Grundgerüst ihrer lyrisch abstrakten Malerei. Mit Hilfe einer tachistischen Pinselführung entwickelte Dumitresco sehr subtile erzählerische Farbkompositionen, die in metaphorischer Weise mit natürlichem Werden verbunden sind.

## Preise
- 1952 Prix du groupe Espace
- 1955 Prix Kandinsky
- 1959 Prix des Amateurs et Collectioneurs d’Art
- 1959 Carnegie Price
- 1969 1. Prix du Salon Internationale de la Femme

## Ausstellungen (Auswahl)
- 1946 Sala Dalles, Bukarest
- 1956 Palais des Beaux-Arts, Bruxelles
- 1959 Galerie Saidenberg, New York
- 1960 Dumitresco / Istrati, Kölnischer Kunstverein; Galerie de la Revue XXe siècle, Paris
- 1963 Natalia Dumitresco, Alexandre Istrati, Kunsthalle Mannheim
- 1964 Galerie HILT, Basel
- 1965 Galerie Margarete Lauter, Mannheim
- 1971 Galerie Lauter, Mannheim
- 1974 Accrochage 74, Galerie Lauter, Mannheim
- 1981 Galerie Lauter 1963–1981, Mannheim
- 1981 Galerie Tokoro, Tokyo
- 1986 Galerie d’Art Contemporain, Chamalières
- 1994 Accrochage I - III; Galerie Lauter, Mannheim